# Trasportatore di membrana
Un trasportatore di membrana è un polipeptide (singola catena di aminoacidi) transmembrana in grado di mediare il trasporto di ioni o molecole polari di medie dimensioni (amminoacidi, zuccheri, nucleotidi) all'interno della cellula.
La presenza di trasportatori di membrana è indispensabile: solamente alcuni composti sono in grado di diffondere liberamente attraverso la membrana plasmatica; tutti gli altri hanno bisogno di metodi alternativi per entrare nel citoplasma.
Sebbene esista un gran numero di diversi trasportatori, questi possiedono alcune caratteristiche in comune:
- il trasporto è selettivo per il substrato che deve essere trasportato, e basato su interazioni steriche tra il trasportatore e la molecola trasportata;
- la traslocazione attraverso la membrana è legata ad un cambiamento conformazionale della proteina trasportatrice, e più specificamente all'apertura/chiusura di un "canale" all'interno del polipeptide;
- il trasporto può richiedere o meno dispendio energetico, dando vita rispettivamente ad un trasporto attivo o passivo;
- tutte le molecole trasportatrici conosciute sono proteine transmembrana, che attraversano cioè integralmente la membrana plasmatica.

## Modalità di ingresso
L'ingresso nel citoplasma può avvenire in tre modi diversi; la natura del trasporto dipende dalle caratteristiche steriche e chimiche della molecola in questione.
1. Le piccole molecole polari (come acqua,  etanolo, indolo, glicerolo e urea), i gas e le molecole apolari (come gli idrocarburi) possono diffondere attraverso il doppio strato fosfolipidico della membrana plasmatica. Il meccanismo, soprattutto per quanto concerne il trasporto di acqua, è ancora poco definito, ma si pensa che la molecola d'acqua, attratta dalla testa polare del fosfolipide, penetri all'interno della doppia membrana scivolando lungo le code apolari.
2. Le macromolecole (come le catene polipeptidiche), i virus, i batteri o frammenti di altre cellule, possono essere internalizzate solamente tramite processi di endocitosi e fagocitosi. Con un meccanismo simile, detto pinocitosi, la cellula può immagazzinare anche grandi quantità d'acqua.
3. I trasportatori di membrana invece si occupano dell'internalizzazione di ioni, protoni e molecole polari di medie dimensioni, come zuccheri, nucleotidi e aminoacidi.

## Classi di trasportatori
I trasportatori di membrana possono essere suddivisi in quattro classi principali:
- ATPasi di trasporto
- Canali ionici
- Permeasi
- Cotrasportatori

Queste differiscono per il meccanismo di azione, la localizzazione nella cellula e il tipo di molecola trasportata.

### ATPasi di trasporto
Le ATPasi di trasporto, dette anche pompe ioniche, sfruttano l'idrolisi di ATP per trasportare ioni o protoni contro il gradiente di concentrazione. Si suddividono in tre classi, a seconda del meccanismo utilizzato e del substrato trasportato:
- ATPasi di tipo P;
- ATPasi di tipo F e ATPasi di tipo V.

#### ATPasi di tipo P
Le ATPasi di tipo P sono deputate principalmente al trasporto di ioni. Sono principalmente composte da un'unica catena polipeptidica che esplica sia la funzione idrolitica che quella trasportatrice.

Vengono dette di tipo P per la presenza di un sito di fosforilazione a livello dell'aspartato, che nelle due diverse forme apre e chiude il canale per lo ione (Na+/K+, H+/K+, Ca++).

ATPasi di tipo P sono presenti sia sulla membrana plasmatica che sulla membrana del reticolo endoplasmatico.

#### ATPasi di tipo F e di tipo V
Le ATPasi di tipo V e di tipo F sono deputate al trasporto di protoni. Questa classe di ATPasi è strutturalmente più complessa, essendo formata da più subunità proteiche che si assemblano sulla membrana di molti compartimenti ed organelli cellulari. La loro complessità si evince anche dal maggiore peso molecolare, che può superare i 500 kDa. A differenza delle ATPasi di tipo P, quelle di tipo V e di tipo F non trasferiscono su un proprio aminoacido un residuo di fosfato.

Le ATPasi di tipo F si trovano nei mitocondri, dove sono responsabili della movimentazione di protoni per la sintesi energetica della cellula.

Le ATPasi di tipo V sono presenti su varie vescicole tra cui i lisosomi, dove con il trasporto di protoni favorisce l'instaurazione di un ambiente idrolizzante acido.

### Canali ionici
I canali ionici mediano il trasporto di ioni tra l'ambiente extracellulare ed il citoplasma o tra compartimenti diversi della cellula. Il trasporto è passivo e segue il gradiente degli ioni interessati, con una velocità linearmente proporzionale alla concentrazione più alta presente su uno dei due lati.

Il trasporto di ioni non è saturabile, poiché questi non formano legami deboli col trasportatore. Il passaggio attraverso il canale è infatti legato alla dimensione ed alla carica dello ione, perdendo parte della specificità.

Esistono due tipi di canali ionici, che differiscono per il tipo di attivazione:
- canali ionici ligando dipendenti;
- canali ionici voltaggio dipendenti.

#### Canali ionici ligando dipendenti
L'apertura del canale è dovuta all'interazione, in un altro dominio del trasportatore detto "recettoriale", con una molecola estranea al processo di trasporto detta ligando. Questa interazione provoca un cambiamento conformazionale nella proteina trasportatrice che determina l'apertura del canale e l'inizio del trasporto di ioni secondo gradiente.

In alcuni casi la proteina recettoriale è diversa da quella canale, ma legata ad essa funzionalmente.

I canali ionici prendono il nome dal ligando che li attiva: alcuni esempi sono il canale del Na+-acetilcolina-dipendente, presente sulla membrana plasmatica, e il canale del Ca++-fosfatidilinositolo-dipendente, presente sulla membrana dei calciosomi.

#### Canali ionici voltaggio dipendenti
I canali ionici voltaggio dipendenti sono attivati da differenze di voltaggio nel potenziale di membrana, che modificano la geometria della proteina trasportatrice.
Tra questi, il canale del Na+ e del K+ presenti nelle cellule nervose, e responsabili della propagazione del potenziale d'azione, nonché della successiva rigenerazione del potenziale di membrana di riposo. L'attivazione di tali canali avviene per lo più a seguito di depolarizzazioni di membrana,  pur se raro è possibile trovare dei canali che si aprono per una iperpolarizzazione della membrana (canali a corrente rettificante entrante per il potassio). I canali voltaggio dipendenti sono altamente selettivi e sono molto complessi nella loro strutturalizzazione.
Quelli per il sodio sono molto importanti. Sono costituiti per lo più da una subunità alfa e una o due beta. La subunità alfa è la più importante in quanto forma il poro del canale stesso. ogni subunità e caratterizzata da 4 domini ognuno costituito da 6 segmenti. Alcuni di essi come il dominio s4 saranno importantissimi per il processo di riconoscimento della  variazione di potenziale.
Questi canali hanno una bassa soglia di attivazione e una rapida cinetica di inattivazione, per tale motivo sono presenti negli assoni e funzionalmente sono i canali principali nello sviluppo del potenziale d'azione.
I canali per il potassio invece costituiti da 4 subunità alfa vanno a formare un poro più composito e la loro attivazione avviene a valori di potenziali molto depolarizzati permettendo tramite l'ingresso dello ione nella cellula una iperpolarizzazione tendente a stabilizzare il potenziale di membrana.

### Permeasi
Le permeasi sono responsabili del trasporto di piccole e medie molecole polari, come zuccheri, aminoacidi e nucleotidi, all'interno della cellula.

Si tratta di proteine molto specifiche, che presentano solitamente 12 regioni transmembrana, poste in posizione concentrica a formare un canale. Un classico esempio è la permeasi del glucosio, presente in grande quantità sulla membrana dei globuli rossi.

Sebbene il trasporto sia passivo, questo è accoppiato solitamente a reazioni metaboliche in grado di modificare il substrato trasportato: nel caso citato, il glucosio viene fosforilato (dall'enzima esochinasi) per evitare che, azzerata la differenza di concentrazione, il trasporto si interrompa o che la molecola appena internalizzata si rileghi alla permeasi, saturandola.

### Cotrasportatori
I cotrasportatori sono una classe di proteine in grado di mediare il trasporto simultaneo di due ioni, o di uno ione e una molecola.

Le due molecole possono essere internalizzate in antiporto, quando la direzione di movimento delle due è opposta, o in simporto, quando la direzione di movimento delle due è la stessa.

I cotrasportatori sono in grado di trasportare un substrato contro il suo gradiente di concentrazione, sfruttando l'energia ricavata dalla differenza di concentrazione dell'altro substrato. Ad esempio, il glucosio viene trasportato all'interno delle cellule dell'epitelio intestinale attraverso un simporto che sfrutta il gradiente del Na+ (senza l'utilizzo diretto di ATP). Nel sistema nervoso i cotrasportatori contribuiscono al funzionamento delle sinapsi rimuovendo dalla fessura sinaptica i neurotrasmettitori come ad esempio l'acido glutammico o l'acido gamma-aminobutirrico che vengono riportati all'interno dei neuroni insieme al sodio dopo che hanno svolto la loro azione eccitatoria o inibitoria. Un esempio di antiporto è invece il trasporto di sodio e potassio da parte della Na+/K+ ATPasi (che sfrutta l'energia proveniente da una molecola di ATP).